# Cinemark Theatres
Cinemark Theatres est une chaîne de salles cinémas américaine fondée en 1984. Son siège social se trouve à Plano au Texas. Elle est la quatrième chaîne de salles cinéma d'Amérique du Nord derrière Regal Entertainment Group, National Amusements et AMC Theatres. Elle a récemment acquis Century Theatres.